# Vladimir van Bulgarije
Vladimir-Rasate (Bulgaars: Владимир Расате) was de oudste zoon van Boris I, die na een regeerperiode van 36 jaar de  Bulgaarse troon overdroeg aan zijn zoon.

## Biografie

### Regeerdaden
Vladimir gooide na zijn aantreden het beleid van zijn vader geheel omver op zowel politiek als religieus gebied.
Vladimir was van mening dat de invloed die het Byzantijnse Rijk wilde blijven uitoefenen op Bulgarije te groot was. Daarom ging hij in 892 een militair verdrag aan met de Oost-Frankische koning Arnulf van Karinthië, wat een directe provocatie was jegens Byzantium. Een ander besluit van Vladimir was de afschaffing van het christendom in Bulgarije en de herinvoering van het zogenaamde heidendom. Door de vernietiging van de christelijke kerken en de vervolging van de geestelijken zouden daarmee in zijn ogen opnieuw handlangers van Byzantium worden uitgeschakeld.

### Einde regering
Vladimir stond echter al snel alleen in zijn strijd, omdat het volk en de adel zijn acties sterk afkeurden. In 893 besloot Vladimirs vader iets aan de situatie te doen. Hij verliet daartoe het klooster en liet zijn zoon afzetten als vorst van Bulgarije. Op Boris' besluit werd Vladimir gevangengenomen, de ogen uitgestoken (wat een straf was voor verraders) en in een ondergrondse kerker gegooid. Op verzoek van Boris werd een andere zoon, Simeon, aangesteld als de nieuwe vorst van Bulgarije.